# Dangerous Woman (album)
Dangerous Woman je tretji studijski album ameriške pevke Ariane Grande in je bil izdan 20. maja 2016 pri založbi Republic Records.  Prvi singel za albuma "Dangerous Woman" je izšel 11. marca 2016. Drugi singel "Into You" je bil izdan 6. maja 2016.  